# Herczeg Lajos
Herczeg Lajos (Győr, 1935. szeptember 18. – Budapest, 1956. október 28.) református teológiai hallgató.

## Élete
Orvosnak készült, de származása miatt nem vették fel az egyetemre. 1955-től teológiai hallgató volt. A forradalom alatt társával, Magócsi Istvánnal sebesülteket mentett, segített. Segítés közben rájuk lőttek. Magócsi István sebesülésébe másnap halt bele, ő a helyszínen meghalt. Emléküket a Teológiai Akadémia falán  emléktábla, udvarán kopjafák őrzik.